# لافایت (شهرستان مدیسون، اوهایو)
لافایت (به انگلیسی: Lafayette) یک منطقهٔ مسکونی در ایالات متحده آمریکا است که در شهرستان مدیسون، اوهایو واقع شده‌است. لافایت ۳۰۸ متر بالاتر از سطح دریا واقع شده‌است.